# Středoevropský pohár 1929
Sezóna 1929 byla třetím ročníkem Středoevropského poháru. Zúčastnily se dva nejlepší týmy z uplynulého ročníku domácí ligy z Československa, Rakouska, Maďarska a Itálie. Vítězem se stal tým Újpest FC.

## Čtvrtfinále
| Domácí v 1. zápase | Celkem | Hosté v 1. zápase    | 1. zápas | 2. zápas |
| ------------------ | ------ | -------------------- | -------- | -------- |
| Újpest FC          | 6 - 3  | AC Sparta Praha      | 6 - 1    | 0 - 2    |
| Hungária FC        | 2 - 6  | First Vienna FC 1894 | 1 - 4    | 1 - 2    |
| SK Rapid Wien      | 5 - 1  | Genoa FBC 1893       | 5 - 1    | 0 - 0    |
| Juventus FC        | 1 - 3  | SK Slavia Praha      | 1 - 0    | 0 - 3    |

## Semifinále
| Domácí v 1. zápase   | Celkem | Hosté v 1. zápase | 1. zápas | 2. zápas |
| -------------------- | ------ | ----------------- | -------- | -------- |
| First Vienna FC 1894 | 5 - 6  | SK Slavia Praha   | 3 - 2    | 2 - 4    |
| Újpest FC            | 4 - 41 | SK Rapid Wien     | 2 - 1    | 2 - 3    |

1 Újpest zvítězil v rozhodujícím zápase na neutrální půdě 3:1.

## Finále
| Domácí v 1. zápase | Celkem | Hosté v 1. zápase | 1. zápas | 2. zápas |
| ------------------ | ------ | ----------------- | -------- | -------- |
| Újpest FC          | 7 - 3  | SK Slavia Praha   | 5 - 1    | 2 - 2    |